# Xilanasi
Xilanasi è un enzima glicoside idrolasi usato nel settore del tessile e della carta per favorire lo sbiancamento e diminuire l'uso del cloro nel processo di Kraft.
Catalizza l'idrolisi dei legami (1→4)-β-D-xilosidici nei xilani per liberare del D(+)-xilosio. Questi enzimi intervengono quindi nella dégradazione dell'emicellulosa, uno dei principali costituenti della parete cellulare nelle piante.

## Uso industriale
I xilanasi sono usati industrialmente per sbiancare la carta e per favorire la digestione del foraggio per insilamento, per trattare la fecola o come additivo alimentare nei pollai. Vengono prodotti industrialmente da miceti, dei generi Trichoderma o Aspergillus ad esempio, o da certi tipi di batteri, ma nella natura possono anche essere prodotte da lieviti, alghe marine, protozoi, lumache, crostacei, insetti e da certi semi, mentre i mammiferi non producono xilanasi.